# شراغا أبرامسون
شراغا أبرامسون (24 نوفمبر 1915 - 6 أبريل 1996) أستاذ جامعي إسرائيلي، تخصص في التلمود والأدب العبري والعربي في العصور الوسطى.
حصل على جائزة إسرائيل في عام 1974 في الدراسات اليهودية.

## حياته
ولد أبرامسون في تشيتشانوفيتش في بولندا، وهو الأخ الأصغر لبنحاس أورين (أبرامسون). درس في مدرسة لومزا الدينية.
وفي عام 1936 هاجر إلى أرض إسرائيل، وحصل على درجة البكالوريوس والماجستير في الجامعة العبرية في القدس. ثم درس في المدرسة الحاخامية في أمريكا. والتحق بهيئة التدريس التلمودية في الجامعة العبرية، في البداية كأستاذ مشارك في عام 1957 وفي عام 1963 كأستاذ متفرغ. كان أيضًا حاخامًا.
كان الأدب التلمودي في صميم اهتماماته، واهتم أيضا بدراسة اللغة العربية وركز على دراسة الأدب العبري والعربي في العصور الوسطى. أشهر كتبه في هذا المجال هي «في المراكز والشتات - في فترة الجاؤونيم»، «أمور في أدب الجاؤونيم»، «من أفواه اللغويين» وغيرها.
من عام 1959 كان أبرامسون عضوًا في مجمع اللغة العبرية ومن 1974 إلى 1981 شغل منصب نائب رئيس المجمع. وكان أيضًا رئيسًا للجنة المصطلحات في المجمع وعضوًا في لجان مصطلحات علم المكتبات وعلم النفس. وفي عام 1972، خلف يحيزكيل كوتشر كمحرر لمجلة «لغتنا» ورأس تحريرها حتى عام 1980. كان أبرامسون أيضًا محررًا في كتابة القاموس العبري الصادر عن المجمع.
حصل أبرامسون على جائزة بياليك، وجائزة الحاخام ميمون، وجائزة روتشيلد، وجائزة الحاخام كوك، وفي عام 1974 حصل على جائزة إسرائيل في الدراسات اليهودية. وفي عام 1978 انتخب عضواً في الأكاديمية الوطنية الإسرائيلية للعلوم والأكاديمية الأمريكية للدراسات اليهودية. وعمل كأستاذ زائر في المعهد الحاخامي في أمريكا وجامعة يشيفا وجامعة بار إيلان. ويعتبر أحد مؤسسي حزب «الحركة من أجل إسرائيل الكبرى».
سمي شارع باسمه في حي راموت في بئر السبع.

## من كتبه
- في المراكز والشتات في فترة الجاؤونيم، مؤسسة الحاخام كوك
- قواعد التلمود في كلام رامبان، مؤسسة الحاخام كوك
- مسائل في أدب الجاؤونيم، مؤسسة الحاخام كوك، 1934.
- من أفواه اللغويين، مؤسسة الحاخام كوك، 1974.
- دراسات في الأدب الجاؤونيمي، 2020